# Lisa Nandy
Lisa Eva Nandy (født 9. august 1979) er en britisk politiker for Labour.
Hun har været medlem af parlamentet (MP) for Wigan siden 2010.